# Meg Harris
Meg Harris (ur. 7 marca 2002) – australijska pływaczka specjalizująca się w stylu dowolnym, dwukrotna mistrzyni olimpijska i mistrzyni świata w sztafecie. 
Na igrzyskach olimpijskich w Tokio w 2021 roku wraz z Bronte Campbell, Emmą McKeon i Cate Campbell zdobyła złoty medal w sztafecie 4 × 100 m stylem dowolnym. Australijki czasem 3:29,69 poprawiły własny rekord świata.